# Alexandre Tombini
Alexandre Antônio Tombini (Porto Alegre, 9 de diciembre de 1963) es un economista brasileño. Presidió el Banco Central de Brasil entre 2011 y 2016.

## Biografía
Se formó en Economía por la Universidad de Brasilia en 1984 y obtuvo un Ph.D en la misma área por la Universidad de Illinois, Estados Unidos, en 1991. Es funcionario por oposición del Banco Central de Brasil desde 1998, habiendo ocupado diversos cargos en la institución, como director de Normas y Organización del Sistema Financiero. Se alejó del banco entre 2001 y 2005, cuando ejerció el cargo de asesor sénior de la Dirección Ejecutiva en la oficina de la representación brasileña del Fondo Monetario Internacional, colaborando en las negociaciones entre Brasil y dicho órgano internacional.

## Presidencia del Banco Central de Brasil
El 24 de noviembre de 2010, fue elegido por la presidenta electa Dilma Rousseff para el cargo de presidente del Banco Central de Brasil, a partir de 2011, en sustitución de Henrique Meirelles y como forma de dar continuidad a la política económica del gobierno de Lula da Silva. En sus primeras declaraciones, afirmó que tendría total autonomía operacional y que su meta era el control de la inflación, que no debería pasar el límite del 4,5 por ciento anual. Dijo también que la misión del Banco Central era asegurar el poder de compraventa de la moneda.
La gestión de Dilma Rousseff continuó en buena parte la política económica del Gobierno Lula da Silva. El nuevo gobierno sustituyó a Henrique Meirelles en la presidencia del Banco Central (BC), tras ocho años al frente de la institución. Para sustituir a Meirelles, Rousseff eligió al exdirector del BC Alexandre Tombini, que en el discurso de posesión defendió un sistema financiero sólido y eficiente como condición necesaria para un crecimiento sostenible. Para otro puesto destacado del equipo económico del Gobierno, el Ministerio de Hacienda, Dilma Rousseff optó por la permanencia de Guido Mantega.
En 2014, se contabilizó un déficit en la balanza comercial (importaciones mayores que exportaciones) de US$ 3.930 millones, el mayor desde 2000. El mismo año, Brasil se situaba en el puesto 54.ª en el ranking mundial de competitividad, de entre las economías analizadas por el International Institute of Management Development (IMD) y por la Fundación Cabral. El estudio evalúa las condiciones ofertadas por los países para que las empresas que en ellos actúan tengan éxito nacional e internacionalmente, promoviendo crecimiento y mejorías en las condiciones de vida de su población. En el análisis, los criterios evaluados son: desempeño económico, infraestructura y eficiencia de sus gobiernos y empresas.
Pragmático, concedió a la iniciativa privada el control de 3 aeropuertos brasileños: el consorcio Invepar venció la disputa por el aeropuerto de Guarulhos, el aeropuerto de Viracopos quedó con el grupo Aeropuertos Brasil, y el grupo Inframerica Aeropuertos se quedó con el Aeropuerto Juscelino Kubitschek, en Brasilia. Y en agosto de 2012, el gobierno ejecutó un proyecto de 153 millones en el aeropuerto de Galeão antes de su privatización, hechos que fueron denunciados por el sindicato de la aviación civil.  La concesión del aeropuerto de Campinas deberá durar 30 años, lo de Brasilia 25 años y lo de Guarulhos, 20. Infraero, empresa estatal, permanece con hasta el 49% del capital de cada aeropuerto.
La licencia de operación del aeropuerto de Guarulhos fue a subasta por un precio mínimo de R$ 3.400 millones y fue concedida por R$ 16.213 millones, con un alza del 373%. Lo mismo ocurrió en Campinas, cuya licencia fue ofertada por R$ 1.470 millones y rematada por R$ 3.821 millones (alza del 159,8%). En el aeropuerto de Brasilia, la licencia fue ofertada en R$ 582 millones, y fue comprada con un alza del 673%, por R$ 4.501 millones. Además de pagar por las licencias, cada concesionaria debe invertir como mínimo, hasta 2014: R$ 1.380 millones, en el caso de Guarulhos, R$ 873 millones en el caso de Viracopos y R$ 626 millones en Brasilia. El pliego de las subastas también incluye exigencias en cuanto a la calidad de los servicios que tendrán que ser prestados, incluyendo cotas en los aparcamientos, sillas en las salas de espera y extensión de las filas en los puntos de atención. Sin embargo, se estima que la inversión necesaria para la idoneidad de los aeropuertos al volumen de tráfico esperado para los próximos años, con la realización de la Copa del Mundo y de las Olimpíadas, sería de R$ 4.600 millones para el aeropuerto de Guarulhos, R$ 8.700 millones para Campinas y R$ 2.800 millones para Brasilia. Además de eso, también fueron subastadas concesiones públicas de cuencas de petróleo y de medios de transporte.
El segundo Programa de Aceleración del Crecimiento (PAC 2) preveía recursos del orden de R$ 1,59 trillones en una serie de segmentos, tales como transportes, energía, cultura, medio ambiente, salud, área social y habitacional. A pesar de haber quedado dentro de las previsiones del Consejo Monetario Nacional (CMN), con un 4,5%, con tolerancia de 2 puntos por encima o por debajo, el Índice Nacional de inflación (IPCA) (último año del gobierno anterior) registró un subida acumulada del 5,91% y fue el mayor desde 2004. El primer mes del Gobierno Dilma Rousseff, el índice de inflación registró una tasa mensual del 0,83%, el mayor resultado desde abril de 2005 (0,87%), que llevó la tasa acumulada en 12 meses hasta el 5,99%.

### Dirección Ejecutiva del FMI
El 8 de junio de 2016, después de confirmada la salida de Alexandre Tombini de la presidencia del Banco Central, se comunicó a la prensa que Tombini asumiría el cargo de director ejecutivo del Fondo Monetario Internacional (FMI), sustituyendo a Otaviano Canuto. Dejó el cargo el 9 de junio de 2016.